# TuttoMax Video
TuttoMax Video è una raccolta di 34 video di Max Pezzali e degli 883.
Nel DVD è presente anche la sezione FAQ (Frequently Asked Questions). È anche presente la funzione "testi simultanei" cosicché si potrà cantare anche non conoscendo le canzoni a memoria.

## Tracce
1. Eccoti
2. Me la caverò
3. Il mondo insieme a te
4. Lo strano percorso
5. Bella vera
6. Fai come ti pare
7. Quello che capita
8. Ci sono anch'io
9. Se tornerai
10. Come deve andare
11. Grazie mille
12. La regina del Celebrità
13. Nessun rimpianto
14. Nient'altro che noi
15. Viaggio al centro del mondo
16. Io ci sarò
17. Il grande incubo
18. Hanno ucciso l'Uomo Ragno
19. La regola dell'amico
20. La radio a 1000 Watt
21. Musica
22. O me (o quei deficienti lì)
23. Ti sento vivere
24. Senza averti qui
25. Una canzone d'amore
26. Sei un mito
27. Nord sud ovest est
28. Nella notte
29. Weekend
30. Cumuli
31. Rotta x casa di Dio
32. Come mai
33. La lunga estate caldissima
34. Gli anni